# Katanda
Katanda est une localité, chef-lieu du territoire éponyme de la province du Kasai-Oriental en république démocratique du Congo.  

## Géographie
Elle est située sur la route nationale RN 2 à 55 km à l'est du chef-lieu provincial Mbuji-Mayi.

## Administration
Chef-lieu territorial de 9 682 électeurs recensés en 2018, la localité a le statut de commune rurale de moins de 80 000 électeurs, elle compte 7 conseillers municipaux en 2019.

## Population
Le recensement de la population date de 1984,.
| 1984 | 2004   | 2012   |
| ---- | ------ | ------ |
| -    | 24 320 | 30 707 |